# Quantico (Fernsehserie)
Quantico ist eine US-amerikanische Thriller-Drama-Fernsehserie, die seit dem 27. September 2015 auf ABC ausgestrahlt wurde.
Im März 2016 verlängerte ABC die Serie um eine zweite Staffel. Die Ausstrahlung fand zwischen dem 25. September 2016 und 15. Mai 2017 in den Vereinigten Staaten statt.
Am 11. Mai 2018 wurde bekanntgegeben, dass die Serie nach der 3. Staffel 2018 enden wird. Die letzte Folge wurde am 3. August 2018 auf ABC ausgestrahlt.

## Handlung
In Vorausblenden wurde im Grand Central Terminal der größte Anschlag auf New York seit den Terroranschlägen am 11. September 2001 verübt. Dem FBI liegen Informationen vor, dass der Anschlag von einem der ehemaligen FBI-Rekruten aus Quantico begangen werden sollte. In Quantico befindet sich die FBI-Akademie, in der die sogenannten New Agents in Training (kurz NAT) ausgebildet werden.
Die mittlerweile ausgebildete Agentin Alex Parrish ist zunächst die Hauptverdächtige, doch sie beteuert vehement ihre Unschuld. Da ihre Vorgesetzten aber nicht von Alex’ Aussage überzeugt sind, taucht sie unter und versucht, im Untergrund herauszufinden, wer tatsächlich hinter dem Anschlag steckt. Dabei stehen ihr einige Freunde zur Seite, die sie während ihrer Ausbildung in Quantico kennengelernt hat. Rückblenden zeigen im Detail die Gruppe von NATs während dieser Zeit.

### Staffel 1
Rückblenden: FBI-Akademie Quantico
Im Zentrum der Handlung stehen anfänglich die NATs Alex Parrish, Ryan Booth, die Zwillinge Nimah und Raina Amin, Shelby Wyatt, Simon Asher und Caleb Haas. Alex und Ryan treffen sich vermeintlich zufällig in einem Flugzeug vor Ausbildungsbeginn und haben anschließend Sex. Es stellt sich heraus, dass der Ausbilder Liam O’Connor Ryan undercover als NAT eingesetzt hat, um mehr über Alex herauszufinden. Nachdem Alex, die die talentierteste Rekrutin in der Ausbildung ist, Ryan anfänglich nach ihrer Ankunft in Quantico aus dem Weg geht, lässt sie ihn nach und nach näher an sich heran und beginnt eine Affäre mit ihm. Obwohl beide Gefühle füreinander haben, beenden sie ihre Beziehung, da insbesondere Alex das Gefühl hat, dass sie nicht gut füreinander sind; Ryan verlässt Quantico und arbeitet zunächst wieder verdeckt. Nachdem Director Miranda Shaw zurücktreten muss, unterstützt Ryan Liam O’Connor in den letzten Wochen der Ausbildung der NATs. Alex geht kurzzeitig eine Beziehung mit Drew Perales ein, der sich jedoch von ihr trennt, als er merkt, dass sie Ryan noch liebt.
Shelby Wyatt kommt aus gutem Hause, möchte FBI-Agentin werden, nachdem ihre Eltern am 11. September starben und ist eine exzellente Schützin. Im Verlauf der Serie beginnt sie eine Beziehung mit Caleb Haas, der durch seine einflussreichen Eltern NAT wurde, trennt sich jedoch nach einiger Zeit von ihm. Durch Calebs Hilfe erfährt Shelby, dass ihre vermeintliche Halbschwester Samara sich nur als ihre Schwester ausgegeben hat, um für ihre Eltern, die niemals bei 09/11 starben, Geld zu bekommen. Dadurch nähern sich Caleb und Shelby wieder einander an. Caleb erfährt, dass Shelbys Eltern nach einem Treffen lediglich hinter ihrem Geld her, jedoch nicht an ihrer Tochter interessiert sind. Um Shelby nicht zu verletzen, schreibt Caleb aus Liebe zu ihr Briefe an sie im Namen ihrer Eltern, um deren vermeintliche Zuneigung auszudrücken.
Caleb hat ein Alter Ego namens Mark Raymond, durch das er im Auftrag seines Vaters versucht, in der Sekte SISTEMICS, in der er als Teenager war, hinter das Verschwinden seines besten Freunds zu kommen. Unterstützung erfährt er dabei durch den hochbegabten NAT Will Olsen. Um die Operation nicht zu gefährden, darf Caleb anschließend nicht zugeben, dass er im Auftrag des FBI gearbeitet hat. Als Shelby hiervon sowie von den gefälschten Briefen ihrer Eltern erfährt, bricht sie mit ihm. Sie sinnt auf Rache an ihren Eltern, was Alex meldet, damit Shelby ihre Zukunft nicht zerstört, woraufhin Shelby die Freundschaft zu Alex kündigt.
Die Zwillinge Nimah und Raina Amin mimen im Auftrag von Director Miranda Shaw ein und dieselbe Person. Es kommt immer wieder zum Streit zwischen den beiden sehr unterschiedlichen Schwestern. Simon Asher, der sich zunächst als schwul ausgibt, entwickelt nach und nach eine gewisse Zuneigung für Raina. Er muss die Akademie verlassen, nachdem herauskommt, dass er in der dritten Woche der Ausbildung Ryan angegriffen hat. Im Verlauf der Serie wird die wahre Identität von Nimah und Raina enthüllt, wobei sie sich immer wieder beweisen müssen. Gegen Ende der Ausbildung stellt Raina in Frage, ob ein Leben als Agentin das Richtige für sie ist und sucht Simons Rat. Obwohl sie Gefühle für ihn hat, entscheidet sie sich letztlich für Nimah und das FBI.
Gegenwart: Nach dem Anschlag am Grand Central Terminal
Nachdem Alex am Ort des Geschehens nahezu unversehrt zu sich kommt und Bombenbauanleitungen sowie Waffen in ihrer Wohnung gefunden werden, wird sie zunächst zur Hauptverdächtigen des Attentats, da man davon ausgeht, dass der Maulwurf im FBI aus ihrem Jahrgang in Quantico stammte. In dieser Zwangslage versucht sie auf eigene Faust zu ermitteln, wer der mögliche Terrorist sein kann. Nach und nach glauben ihre alten Klassenkameraden, die sich selbst immer wieder verdächtig machen, an ihre Unschuld, die Alex letztlich auch beweisen kann. Es stellt sich heraus, dass Elias Harper, ein ehemaliger NAT-Analyst, der Attentäter ist. Obwohl er behauptet, zu seinen Handlungen gezwungen worden zu sein, begeht er Selbstmord. Im Anschluss geht eine Bombe im provisorischen FBI-Büro hoch, deren Auslöser sich in der Hand des von Elias gefesselten Simon befand. Über 30 Agenten sterben bei der Explosion, unter ihnen Clayton Haas, Calebs Vater, mit dem Shelby eine Affäre hatte.
Drei Monate nach dem Anschlag werden die Ermittlungen abgeschlossen. Alex, die als einzige davon überzeugt ist, dass es einen zweiten Terroristen gibt, wird aufgrund ihrer Überzeugung als verrückt angesehen und von den anderen geschnitten. Shelbys Affäre mit Clayton flog kurz nach dem Attentat auf und sie macht Alex dafür verantwortlich. Simon ist ein gebrochener Mann, nachdem er sich die Schuld am Tod der Agenten gibt. Raina hat dem FBI nach einem Bruch mit ihrer Schwester den Rücken gekehrt, Caleb wird von seiner Mutter, der Senatorin Claire Haas, zu Hause zu seinem vermeintlich eigenen Schutz versteckt gehalten und ist drogenabhängig.
Kurz nachdem Alex wieder beginnt beim FBI zu arbeiten, erhält sie einen anonymen Anruf, der ihre Vermutungen bezüglich eines zweiten Terroristen bestätigt. Dieser zwingt sie zu verschiedenen Handlungen, da er sonst ihren Freunden etwas antun würde. Tatsächlich tötet er zunächst Natalie Vazquez, die ebenfalls NAT und nach Quantico kurzzeitig in einer Beziehung mit Ryan war. Zusammen mit Simon beginnt Alex zu ermitteln, wer der zweite Attentäter sein könnte, und bringt in Erfahrung, dass nahezu sämtliche ihrer Freunde aus Quantico entweder in Gefahr oder involviert sind oder durch den Terroristen zu Handlungen gezwungen werden. So vermutet sie zunächst Shelby hinter den Attentaten, die ihr jedoch durch eine Geheimbotschaft vermitteln kann, dass sie und Caleb auf ihrer Seite stehen, anschließend Ryan und zuletzt Drew. Durch ihre Ermittlungen finden sie, Shelby und Caleb heraus, dass es eine Atombombe gibt, zu deren Bau Will und Simon gezwungen wurden. Nimah und Ryan, denen Alex’ Verhalten suspekt erscheint, versuchen indes herauszufinden, welches Spiel sie vermeintlich treibt. Schließlich entpuppt sich Drew zunächst als der Terrorist und Alex kann ihre Unschuld somit belegen. Als das FBI Drews Standort ermittelt, stirbt dieser durch eine Bombe. Er kann jedoch vorher beweisen, dass seine Stimme genutzt wurde, um Alex zu erpressen und auch er nicht der wahre Attentäter ist. Schließlich stellt sich heraus, dass Liam hinter allem steckt und seit Beginn der Ausbildung akribisch die Anschläge geplant hat. Er möchte die Atombombe bei einer weiteren Abschlusszeremonie in Quantico zünden. Alex gelingt es, Liam zu erschießen. Als Simon im Anschluss feststellt, dass sich die Bombe nicht entschärfen lässt, flieht er mit dieser in einem Auto und stürzt sich von einer Brücke in einen See, wodurch er selbst stirbt, sonst jedoch niemand zu Schaden kommt.
Bei Simons Beerdigung stellt sich heraus, dass Claire Haas die ganze Zeit über involviert war, um ihren Wahlkampf positiv zu beeinflussen, was sie unfreiwillig auch gegenüber Caleb zugibt. Simon wird als Held gefeiert. Miranda wird zum Head des FBI ernannt und holt Shelby zurück zum FBI, kann jedoch gleiches noch nicht für Alex tun, da u. a. ihr Gesicht zu bekannt ist, um undercover zu arbeiten. Alex und Ryan finden wieder zueinander. Die erste Staffel endet einige Monate nach dem vereitelten Anschlag auf Quantico damit, dass Alex ein Angebot der CIA bekommt, um für diese Organisation zu arbeiten.

### Staffel 2
Alex und Ryan werden als CIA-Rekruten auf The Farm, die Ausbildungsstätte der CIA, geschickt. Dort sollen sie im Auftrag von Miranda Shaw und Matthew Keyes undercover den Mastermind hinter der Schurkenfraktion der CIA namens AIC aufdecken. Die Geheimorganisation hat sich aus CIA-Agenten gebildet und will die CIA auslöschen. Unterstützung erhalten die beiden von Shelby und Nimah. Während ihren Ermittlungen stoßen Alex und Ryan auch auf Harry Doyle, ebenfalls CIA-Rekrut, aber auch MI6-Agent. Die Ausbildung führen Owen Hall und seine Tochter Lydia durch, während sich neben Alex, Ryan und Harry auch Dayana Mampasi, León Velez, Sebastian Chen und Leigh Davis ausbilden lassen. Ryan, Dayana und León werden von der AIC angeworben. Da Alex dies nicht schafft, wird sie von der Mission abgezogen, ermittelt jedoch heimlich mit Harry weiter. Sie vermutet Owen hinter der Organisation, jedoch stellt sich Lydia als Mastermind heraus. Sie möchte die CIA zerstören und deshalb die Geheimpläne öffentlich machen. Die Beziehung von Alex und Ryan wird dabei auf eine harte Probe gestellt und die beiden trennen sich.
In der Zukunftszeitlinie werden der Präsident der Vereinigten Staaten, die First Lady und mehrere andere Staats- und Regierungschefs auf dem G-20-Gipfel in New York City von einer Gruppe von Terroristen, der Citizens Liberation Front, als Geiseln gehalten. Alex ist die Einzige der Rekruten, die in dem Areal ist und versucht die Geiseln zu befreien. Mit der Zeit kommt heraus, dass einige Mitglieder der CIA, unter anderem Miranda und Nimah, als Mitglieder der Citizens Liberation Front agieren. Raina, die mit Ryan unter den Geiseln ist, versucht ihre Schwester umzustimmen. Alex kann Miranda umstimmen und zusammen können sie die Geiselnahme beenden. Lydia, die ihre Pläne nach wie vor verfolgt, gelingt es einen Teil der Geheimpläne der CIA zu veröffentlichen, bevor sie verhaftet wird.
Zwei Wochen nach der Geiselnahme gründen die Präsidentin Claire Haas und CIA-Direktor Matthew Keyes eine verdeckte, gemeinsame FBI-CIA-Task Force, um die wahren Hintermänner der AIC aufzudecken. Das Team wird von Claires Sohn Clay geleitet. Neben Alex und Ryan werden auch Shelby, Nimah und Dayana eingestellt. Später kommen Harry und Owen zum Team dazu. León fühlt sich immer noch von der AIC verfolgt und stirbt wenig später. Auch Dayana verlässt das Team, um wieder ihre Arbeit als Anwältin wahrzunehmen. Shelby und Clay kommen sich näher, obwohl dieser verlobt ist.
Im Verlauf der Ermittlungen kommt die Task Force Henry Roarke, Sprecher des Repräsentantenhauses der Vereinigten Staaten, auf die Spur. Dieser steckt hinter allen Machenschaften. Ihm gelingt es sogar durch eine Intrige, Claires Posten als Präsident der Vereinigten Staaten zu erlangen. Kurz nach seiner Amtseinführung fordert er einen neuen Verfassungskonvent, zur Neufassung der Verfassung der Vereinigten Staaten.
In den Tagen vor dem Konvent versucht das Team, die abstimmenden Personen gegen Roarke aufzubringen. Dies gelingt dem jedoch nicht. Deshalb beschließt Alex, die Machenschaften von Roarke mit Informationen der US-Geheimdienste öffentlich zu machen. Aus diesem Grund wird sie als Staatsfeind angesehen. Miranda, die zum Team gestoßen ist, „erschießt“ für die Neuausrichtung der USA Alex vor allen Anwesenden im Konvent, wofür sie eine Gefängnisstrafe antreten muss. Roarke begeht Selbstmord, um sich den Konsequenzen seiner Handlungen nicht stellen zu müssen. Shelby beendet ihre Tändelei mit Clay, weil sie sich sicher ist, dass er und seine Verlobte sich immer noch lieben.  Alex und Ryan können mit einem Flugzeug flüchten.

### Staffel 3
Drei Jahre sind seit den Ereignissen der zweiten Staffel vergangen. Alex und Ryan haben sich erneut getrennt. Alex lebt zusammen mit ihrem Freund Andrea und dessen Tochter in Italien, bis sie von Agenten entdeckt wird. Sie beschließt ihren Partner zu verlassen, um ihn zu schützen. Sie trifft auf Ryan, der sie um Hilfe bittet. Shelby, mittlerweile seine Ehefrau, wurde von der Waffenhändlerin „Die Witwe“ entführt. Zusammen mit Harry und Owen sowie der gehörlosen Agentin Jocelyn Turner gelingt es ihnen Shelby zu retten.
Sie gründen erneut ein geheimes Black-Ops-Team, welches durch Mike McQuigg, Celine Fox und Jagdeep Patel ergänzt werden. Bei einem Einsatz tötet Jocelyn versehentlich Celine, nachdem sie gefangen genommen wurden und unbewusst gegeneinander kämpfen mussten. Jagdeep verlässt das Team, weil er mit ihrem Tod und der Arbeit, wo er seine Quantico Ausbildung noch nicht einmal beendet hatte, nicht klarkommt. Alex erfährt zu dem, dass sie schwanger ist, verliert das Baby allerdings kurz danach, als sie bei einer Mission in einem Pool beinahe ertrunken wäre und reanimiert werden musste. Shelby kümmert sich in den darauffolgenden Wochen um Alex. Bei den Ermittlungen gegen Garrett King stößt das Team auf Conor Devlin, einem ehemaligen IRA-Anhänger. Dieser plant einen Bombenanschlag auf das UN-Gebäude in New York. Dem Team gelingt es den Anschlag zu vereiteln, jedoch muss Ryan dabei Connors Sohn Phelan erschießen. Connor wird verhaftet und schwört Rache. Währenddessen kommen sich Alex und Mike näher, jedoch will Alex sich auf keine Beziehungen mehr einlassen.
Aus dem Gefängnis heraus lässt Connor Mikes Schwester sowie Owens Tochter Lydia umbringen. Auch auf die anderen Familienmitglieder des Teams werden Anschläge verübt. Dem Team bleibt nichts anderes übrig, als Connor den irischen Behörden auszuliefern. Bei der Überführung gelingt es Connor zu flüchten. Er droht mit der Ermordung von Andrea und dessen Tochter Isabella, wenn Alex ihm nicht Ryan ausliefert. Das Team versucht bei der Übergabe Connor zu überwältigen, jedoch misslingt dies und Andrea wird erschossen. Ryan opfert sich um die Freilassung von Isabella zu gewährleisten. Connor foltert anschließend Ryan. Jedoch kann das Team Ryan befreien und Connor wird von einer rivalisierenden Gang erschossen. Am Ende entscheidet sich Alex gegen Mike und für Isabella, während Ryan schwer verletzt überlebt.

## Besetzung
Die Serie wird bei der EuroSync in Berlin vertont. Martin Westphal schreibt die Dialogbücher, Michael Deffert führt die Dialogregie.

### Hauptbesetzung
| Rolle           | Schauspieler      | Hauptrolle (Episoden) | Nebenrolle                                                                                                  | Synchronsprecher                                    | Bemerkungen |
| --------------- | ----------------- | --------------------- | --- | --------------------------------------------------- | --- |
| Alex Parrish    | Priyanka Chopra   | 1.01–3.13             | | Nadine Zaddam (1.01–2.22) Melanie Hinze (3.01–3.13) | NAT (Staffel 1); später Hauptverdächtige; CIA-Rekrut (Staffel 2); Mitglied des Black-Ops-Teams (Staffel 3) Affäre und spätere On-Off-Beziehung mit Ryan (Staffel 1–2); Freundin von Andrea (Staffel 3)                                                                         |
| Ryan Booth      | Jake McLaughlin   | 1.01–3.13             | | Simon Derksen                                       | FBI-Special-Agent (Staffel 1–3); Undercover als NAT (Staffel 1); CIA-Rekrut (Staffel 2); Mitglied des Black-Ops-Teams (Staffel 3) Ehe- und späterer Ex-Mann von Hannah (Staffel 1); Affäre und spätere On-Off-Beziehung mit Alex (Staffel 1–2); Ehemann von Shelby (Staffel 3) |
| Shelby Wyatt    | Johanna Braddy    | 1.01–3.13             | | Magdalena Turba                                     | NAT (Staffel 1); FBI-Special-Agent (Staffel 1–2); Mitglied des Black-Ops-Teams (Staffel 3) Freundin von Caleb (Staffel 1); One-Night-Stand mit Clayton Haas (Staffel 1); Beziehung (undercover) mit Leon Velez (Staffel 2); Ehefrau von Ryan (Staffel 3)                       |
| Miranda Shaw    | Aunjanue Ellis    | 1.01–2.22             | | Martina Treger                                      | Assistant Director der FBI-Akademie (Staffel 1); Deputy Director des FBI (Staffel 1–2); Mitglied der Citizens Liberation Front (Staffel 2) wird wegen „Ermordung“ von Alex festgenommen (Staffel 2)                                                                            |
| Nimah Amin      | Yasmine Al Massri | 1.01–2.22             | | Julia Kaufmann                                      | Zwillingsschwester von Raina; NATs (Staffel 1); FBI-Special-Agents (Staffel 1–2); Mitglied der Citizens Liberation Front (Staffel 2) |
| Raina Amin      | Yasmine Al Massri | 1.01–2.22             | Zwillingsschwester von Nimah; NATs (Staffel 1); FBI-Special-Agents (Staffel 1–2); Dolmetscherin (Staffel 2) | Julia Kaufmann                                      | |
| Caleb Haas      | Graham Rogers     | 1.01–1.22             | 2.18–2.19                                                                                                   | Amadeus Strobl                                      | NAT (Staffel 1); danach NAT als Analyst (Staffel 1); später FBI-Analyst |
| Liam O’Connor   | Josh Hopkins      | 1.01–1.22             | | Sven Gerhardt                                       | FBI Special Agent; Ausbildender in Quantico; später Assistant Director der FBI-Akademie; Terrorist wird von Alex Parrish und Ryan Booth erschossen |
| Simon Asher     | Tate Ellington    | 1.01–1.22             | | Nico Mamone                                         | NAT; wird aus der Akademie verwiesen; später Besitzer einer IT-Firma stirbt durch die Detonation einer Atombombe, nachdem er ein Auto samt der Bombe absichtlich in einen See steuert                                                                                          |
| Natalie Vazquez | Anabelle Acosta   | 1.06–1.13             | 1.02–1.04                                                                                                   | Anja Stadlober                                      | NAT; später FBI-Special-Agent Freundin von Brandon Fletcher; stirbt durch eine Explosion, bei dem gemeinsamen Versuch mit Alex Parrish dem Terroristen auf die Spur zu kommen                                                                                                  |
| Owen Hall       | Blair Underwood   | 2.01–3.13             | | Johannes Berenz                                     | CIA-Agent (Staffel 2); Deputy Director des FBI (Staffel 2-3); Mitglied des Black-Ops-Teams (Staffel 3) |
| Harry Doyle     | Russell Tovey     | 2.01–3.13             | | Sebastian Kluckert                                  | CIA-Rekrut; Mitglied des Black-Ops-Teams (Staffel 3) |
| Dayana Mampasi  | Pearl Thusi       | 2.01–2.17             | | Kaya Marie Möller                                   | CIA-Rekrut kehrt zurück ins Gericht, um ihre Tarnung nicht auffliegen zu lassen |
| Jocelyn Turner  | Marlee Matlin     | 3.01–3.13             | |                                                     | Mitglied des Black-Ops-Teams ertaubt (in einer Rückblende) durch eine in einem Schiffscontainer platzierte Bombe der „Witwe“ |
| Mike McQuigg    | Alan Powell       | 3.01–3.13             | |                                                     | Mitglied des Black-Ops-Teams |

### Nebenbesetzung
| Rolle                               | Schauspieler               | Nebenrolle (Episoden)                                                   | Synchronsprecher                               | Bemerkungen |
| ----------------------------------- | -------------------------- | ----------------------------------------------------------------------- | ---------------------------------------------- | --- |
| Sita Parrish                        | Anna Khaja                 | 1.01, 1.03–1.04, 3.10                                                   | Gabrielle Scharnitzky                          | Mutter von Alex |
| Michael Parrish alias Jeff Michaels | Johnathon Schaech          | 1.01, 1.04                                                              | Frank Kirschgens                               | ehemaliger FBI-Special-Agent Vater von Alex, wird von Alex erschossen |
| Elias Harper                        | Rick Cosnett               | 1.02–1.05, 1.07, 1.09–1.12, 1.22                                        | Michael Deffert                                | NAT als Analyst; Anwalt stürzt sich aus einem Hochhaus und stirbt |
| Clayton Haas                        | Mark Pellegrino            | 1.03–1.04, 1.06–1.09, 1.11, 1.18–1.19, 1.21–1.22                        | Boris Tessmann                                 | FBI Deputy Director Vater von Caleb und Clay, stirbt bei einem Attentat durch den Terroristen |
| Charlie Price                       | J. Mallory McCree          | 1.03, 1.06, 1.08, 1.11–1.12, 1.15                                       | Sebastian Fitzner                              | Sohn von Miranda |
| Brandon Fletcher                    | Jacob Artist               | 1.05–1.10, 1.12–1.14, 1.16, 1.18–1.20, 1.22                             | Fabian Heinrich                                | NAT Freund von Natalie |
| Duncan Howell                       | David Alpay                | 1.05, 1.08, 1.12                                                        | Till Endemann                                  | Hacker stürzt sich von einer Brücke und stirbt |
| Samar Hashmi                        | Marjan Neshat              | 1.08, 1.10, 1.14–1.15                                                   |                                                | Halbschwester von Shelby |
| Hannah Wyland                       | Eliza Coupe                | 1.11, 1.13, 1.15–1.16, 2.09                                             | Maria Koschny (1.11–1.16) Melanie Hinze (2.09) | FBI-Special-Agent (Staffel 1–2) Ehe- und spätere Ex-Frau von Ryan |
| Claire Haas                         | Marcia Cross               | 1.11–1.12, 1.15–1.16, 1.18, 1.21–1.22, 2.10, 2.13–2.14, 2.17, 2.19–2.20 | Bettina Weiß                                   | Senatorin, Kandidatin für die Vizepräsidentschaft (Staffel 1), Vize- und spätere Präsidentin der Vereinigten Staaten (Staffel 2) Calebs und Clays Mutter, tritt nach einem nationalen Skandal als Präsidentin zurück (Staffel 2) |
| Drew Perales                        | Lenny Platt                | 1.12–1.21                                                               | Ricardo Richter                                | NAT stirbt durch die Auslösen eines vom Terroristen platzierten Signaldrahtes und folgender Explosion durch das eintreffende FBI-Team                                                                                            |
| Iris Chang                          | Li Jun Li                  | 1.12–1.22, 2.22                                                         | Patrizia Carlucci                              | NAT (Staffel 1) |
| Will Olsen                          | Jay Armstrong Johnson      | 1.12–1.19, 1.22, 2.05, 2.11–2.13, 2.21–3.01                             | Konrad Bösherz                                 | NAT (Staffel 1), Mitglied der Citizens Liberation Front (Staffel 2), Handlanger der Witwe (Staffel 3) |
| Laura Wyatt                         | Kelly Rutherford           | 1.17, 1.21                                                              | Debora Weigert                                 | Mutter von Shelby |
| Susan Coombs                        | Mandy Gonzalez             | 1.19–1.21                                                               | Victoria Sturm                                 | FBI-Agent |
| Matthew Keyes                       | Henry Czerny               | 1.22–2.01, 2.04, 2.13–2.14, 2.20–2.21                                   | Erich Räuker                                   | Direktor der CIA |
| Lydia Bates                         | Tracy Ifeachor             | 2.01–2.08, 2.10, 2.12–2.13                                              | Marieke Oeffinger                              | CIA-Rekrut Tochter von Owen Hall; stirbt durch einen geplanten Überfall einer anderen Insassin (beauftragt von Conor Devlin) (Staffel 3)                                                                                         |
| Leon Velez                          | Aarón Diaz                 | 2.01–2.14                                                               | Sebastian Christoph Jacob                      | CIA-Rekrut stirbt durch Ermordung im Auftrag von Henry Roarke |
| Sebastian Chen                      | David Lim                  | 2.01–2.04, 2.06–2.13, 2.16–2.18                                         | Roman Wolko                                    | CIA-Rekrut |
| Leigh Davis                         | Hélene Yorke               | 2.03–2.06                                                               | Ilona Otto                                     | CIA-Rekrut |
| Carly Klapp                         | Paige Patterson            | 2.09–2.12                                                               | Nadine Heidenreich                             | Ehefrau von Sebastian Chen; stirbt im Schusswechsel mit Sebastian |
| Clay Haas                           | Hunter Parrish             | 2.14–2.22                                                               |                                                | Sohn von Claire und Clayton Haas, Bruder von Caleb Haas, Verlobter und späterer Ehemann von Maxine Griffin |
| Sasha Barinov                       | Karolina Wydra             | 2.14–2.18                                                               |                                                | Journalistin stirbt durch eine Autobombe im Auftrag von Henry Roarke |
| Maxine Griffin                      | Krysta Rodriguez           | 2.16, 2.19, 2.22                                                        | Pegah Ferydoni                                 | Gründerin der Frauen-Plattform „The Roster“ Verlobte und spätere Ehefrau von Clay Haas |
| Henry Roarke                        | Dennis Boutsikaris         | 2.17–2.22                                                               |                                                | Sprecher des Repräsentantenhauses der Vereinigten Staaten, Präsident der Vereinigten Staaten begeht nach Enthüllung seiner Machenschaften Selbstmord                                                                             |
| Felix Cordova                       | Jon Kortajarena            | 2.17–2.20, 2.22                                                         |                                                | Politiker |
| Alice Winter                        | Elisabeth Waterson         | 2.19–2.21                                                               |                                                | stirbt durch Ermordung im Auftrag von Henry Roarke |
| Andrea                              | Andrea Bosca               | 3.01, 3.12–3.13                                                         |                                                | Freund von Alex; wird von Conor Devlin erschossen |
| Isabella                            | Emma Gia Celotto Signorini | 3.01, 3.12–3.13                                                         | Noa Sarah Hadad                                | Tochter von Andrea |
| Celine Fox                          | Amber Skye Noyes           | 3.02–3.06                                                               |                                                | Mitglied des Black-Ops-Teams wird unabsichtlich von Jocelyn Turner erstochen |
| Jagdeep „Deep“ Patel                | Vandit Bhatt               | 3.02–3.07, 3.11                                                         |                                                | Mitglied des Black-Ops-Teams verlässt das Team nach dem Tod von Celine |
| Garrett King                        | C.J. Wilson                | 3.08, 3.11                                                              |                                                | erschießt sich selbst mit Alex’ Waffe, während sie diese in der Hand hält |
| Conor Devlin                        | Timothy V. Murphy          | 3.09–3.13                                                               | Klaus-Dieter Klebsch                           | wird von Bobby erschossen |
| Fiona Quinn                         | Laura Campbell             | 3.10–3.12                                                               |                                                | MI5-Agentin Freundin von Conor Devlin, wird von Alex bei ihrem Versuch nach ihrer Waffe zu greifen erschossen |
| Maisie Doyle                        | Lilly Englert              | 3.10–3.12                                                               |                                                | Schwester von Harry |

Anmerkungen:
1. ↑  für diese Szenen wurde eine andere Schauspielerin gewählt, das Gesicht ist in keiner Szene vollständig zu erkennen

## Produktion
Im Januar 2015 gab ABC die Pilotfolge der Serie in Auftrag, die anschließend in der US-amerikanischen Stadt Atlanta gedreht wurde. Im Mai 2015 gab ABC eine erste Staffel mit dreizehn Folgen in Auftrag und diese wurden in den kanadischen Städten Montreal, Québec und Sherbrooke vom Juli bis zum Dezember 2015 gedreht. Das Drehbuch zu Quantico wurde von Josh Safran verfasst. Als Executive Producer fungieren neben ihm Mark Gordon und Nick Pepper. Die Serie wird von ABC Studios produziert.
Am 13. Oktober 2015 wurde bekannt, dass sieben weitere Episoden für die erste Staffel in Auftrag gegeben wurden. Im November wurden zwei weitere Folgen bestellt, wodurch die Serie in der ersten Staffel auf insgesamt 22 Folgen kommt.
Am 3. März 2016 wurde die Serie um eine zweite Staffel, 22 Folgen umfassend, verlängert. Die Produktion der zweiten Staffel wurde in den US-Bundesstaat New York verlagert, wo sich auch bereits einige andere Teile der Produktion, darunter das Autoren-Team, befanden. Als Grund wurden unter anderem finanzielle Anreize für lokale Serienproduktionen durch den Bundesstaat angegeben. Nachdem Josh Hopkins und Tate Ellington die Serie zum Ende der ersten Staffel verließen, wurden mit Russell Tovey, Blair Underwood und Pearl Thusi drei neue Hauptdarsteller verpflichtet.
Am 15. Mai 2017 verlängerte ABC die Serie um eine dritte Staffel, die aus 13 Episoden bestehen soll. Der Schöpfer der Serie Josh Safran wird bei dieser Staffel nicht mehr als Showrunner, sondern lediglich als Berater tätig sein. Weiterhin schieden Yasmine Al Massri, Pearl Thusi und Aunjanue Ellis aus dem Hauptcast aus. Dabei wurden einige Szenen in Italien und Irland gedreht.

## Ausstrahlung
Vereinigte Staaten
In den USA startete die Serie am Sonntag, den 27. September 2015 auf dem amerikanischen Fernsehsender ABC. Die ersten elf Folgen wurden bis zum 13. Dezember 2015 ausgestrahlt. Daraufhin wurde eine Winterpause eingelegt. Vom 6. März 2016 bis zum 15. Mai 2016 sendete ABC die restlichen elf Folgen. Vom 26. April 2018 bis zum 3. August 2018 wurde die dritte und letzte Staffel auf ABC ausgestrahlt.
Deutschland
In Deutschland sicherte sich die ProSiebenSat.1 Media die Ausstrahlungsrechte. Die 1. Staffel der Serie wurde zwischen dem 27. Juli und dem 28. September 2016 vom Free-TV-Sender ProSieben ausgestrahlt. Im Schnitt erreichte sie 1,09 Millionen Zuschauer und einen Marktanteil von 7,3 Prozent. Die zweite Staffel wurde ab dem 16. März 2017 beim Pay-TV-Sender ProSieben Fun gezeigt. Vom 29. November 2018 bis 10. Januar 2019 wurde die dritte und finale Staffel ebenfalls auf ProSieben Fun ausgestrahlt. Wiederholungen der Serie erfolgen seit dem 7. Dezember 2019 auf dem über Joyn empfangbaren Sender Primetime, ab dem 7. März 2020 erfolgte die Free-TV-Premiere von Staffel 2, gefolgt von Staffel 3 ab dem 16. Mai 2020.
Schweiz
In der Schweiz strahlte der Sender 3+ die Serie ab dem 20. April 2016 aus. Nach fünf ausgestrahlten Folgen wurde Quantico allerdings zunächst aus dem Programm genommen. Ab dem 19. Juli 2016 nahm man die Ausstrahlung beginnend mit der ersten Folge wieder auf.

## DVD-Veröffentlichung
Die deutschen ABC Studios kündigten die DVD-Veröffentlichung der ersten Staffel von Quantico für den 10. November 2016 an.